# HMS M24
М24 (англ. HMS M24) — монітор типу M15 Королівського військово-морського флоту Великої Британії за часів Першої світової війни. Він також брав участь в британській інтервенції в Росії.

## Конструкція
Призначений для обстрілів берегових цілей, в якості основного озброєння «M25» одну 9,2-дюймову гармату Mk X, зняту з крейсера типу «Едгар» HMS Endymion. Крім того, на моніторі встановили 76,2-мм гармату, а також 57-міліметрову зенітку. На відміну від оснащених паровим або дизельним рушієм однотипних кораблів, монітор отримав чотири двигуна внутрішнього спалення «Кемпбелл Гас Компані» (Campbell Gas Company) загальною потужністю 640 кінських сил.

## Будівництво
«М24» замовили у березні 1915 року в рамках Воєнної надзвичайної програми з будівництва кораблів. Монітор було закладено на верфі Sir Raylton Dixon & Co. Ltd у місті Говань у березні 1915 року, спущено на воду 9 серпня 1915 року та завершеному в жовтні 1915 року.

## Перша світова війна
«М24» служив у Дуврському патрулі з жовтня 1915 по червень 1918 року. На початку 1916 року у «M24» було вилучено її основну 9,2-дюймову гармату, яку використали для посилення артилерії на Західному фронті. Замість неї була встановлена 7,5-дюймова (190-міліметрова) гармата BL 7.5-inch Mk III, яка була запасною для загиблого пре-дредноута «Траємф». Хоча ці новіші гармати мали менший калібр, але були більш далекобійними, що дозволяло монітору не надто заходити в зону обстрілу німецьких берегових батарей.

## Росія
Наступною місією «M24» стало надання допомоги експедиційним силам Британії на півночі Росії. Перед відправленням її 76-міліметрову гармату замінили 47-міліметровими зенітними гарматами. Монітор діяв у Білому морі до вересня 1919 року.

## Цивільна служба
«M24» був проданий 29 січня 1920 року був проданий для цивільного використання як нафтовий танкер і перейменований у «Satoe» (чисельник «Один» малайською). Певний час використовувався для перевезення нафти з місця видобування на озері Маракайбо до переробного заводу на Кюрасао.